# Shane O'Brien (hockey sur glace)
Shane O'Brien (né le 9 août 1983 à Port Hope dans la province d'Ontario au Canada) est un joueur professionnel canadien de hockey sur glace. Il évolue au poste de défenseur.Il est le neveu du joueur de hockey professionnel, Dennis O'Brien.

## Carrière de joueur
Durant sa carrière junior, il a disputé trois saisons avec les Frontenacs de Kingston de 2000 à 2003 dans la Ligue de hockey de l'Ontario. On[Qui ?] disait de lui qu'il était un joueur défensif à gros gabarit qui était capable de jeter les gants aussi. Il est sélectionné au repêchage d'entrée de la Ligue nationale de hockey en 2003, choix de 8e ronde des Ducks d'Anaheim, choisi au 250e échelon. 
Il joue trois saisons entières dans la Ligue américaine de hockey avec la filiale des Ducks, les Mighty Ducks de Cincinnati lors des deux premières puis les Pirates de Portland. Il dispute sa première saison dans la LNH avec l'équipe 2006-2007 des Ducks, qui étaient une équipe qui pouvait remporter les grands honneurs. Il connaît une bonne saison avec une récolte de deux buts et 12 aides en 62 matchs avec un différentiel de +5. Alors qu'il ne restait que 20 matchs au calendrier, il est échangé au Lightning de Tampa Bay et voit son ancienne équipe remporter la Coupe Stanley. Mais au moins, le Lightning parvient difficilement à faire les séries mais est éliminé en six matchs lors du premier tour face aux Devils du New Jersey. Il joue avec le Lightning durant toute la saison 2007-2008, récoltant 4 buts et 17 aides. L'équipe ne parvient pas à faire les séries, finissant dernier dans l'association de l'Est.
Le 6 octobre 2008, au bout d'un match avec le Lightning, lui et son coéquipier Michel Ouellet sont échangés aux Canucks de Vancouver en retour du défenseur Lukáš Krajíček et de Juraj Šimek. Le 2 octobre 2010, les Canucks le placent au ballotage. Trois jours plus tard, il est échangé aux Predators de Nashville avec Dan Gendur contre Ryan Parent et Jonas Andersson.
Le 13 juillet 2011, il signe un contrat d'un an avec l'Avalanche du Colorado. Après cette saison où il réalise 20 points, dont 3 buts et 17 aides, il prolonge son contrat avec l'Avalanche pour trois saisons supplémentaires.
Le 27 juin 2013, il est échangé par l'Avalanche avec David Jones aux Flames de Calgary en retour de Cory Sarich et Alex Tanguay. Après avoir joué une quarantaine de matchs avec Calgary, il est placé au ballotage mais aucune équipe ne le réclame, se voyant être rétrogradé au Heat d'Abbotsford dans la LAH. À la fin de la saison, son contrat est racheté par les Flames alors qu'il restait encore une année à écouler.
Il est invité à prendre part au camp d'entraînement des Panthers de la Floride lors de l'automne 2014 avec qui il décroche un contrat d'une saison. Il rejoint alors leur club affilié en LAH, le Rampage de San Antonio.
Le 16 juillet 2015, il signe un contrat avec son ancienne équipe les Ducks d'Anaheim pour une saison.

## Statistiques
| Saison     | Équipe                          | Ligue      |     | Saison régulière | Saison régulière | Saison régulière | Saison régulière | Saison régulière |   | Séries éliminatoires | Séries éliminatoires | Séries éliminatoires | Séries éliminatoires | Séries éliminatoires |
| Saison     | Équipe                          | Ligue      | PJ  | B                | A                | Pts              | Pun              | PJ               | B | A                    | Pts                  | Pun                  |                      |                      |
| 2000-2001  | Frontenacs de Kingston          | LHO        | 61  | 2                | 12               | 14               | 89               | 4                | 0 | 1                    | 1                    | 6                    |                      |                      |
| 2001-2002  | Frontenacs de Kingston          | LHO        | 67  | 10               | 23               | 33               | 132              | 1                | 0 | 0                    | 0                    | 2                    |                      |                      |
| 2002-2003  | Frontenacs de Kingston          | LHO        | 28  | 8                | 15               | 23               | 90               | -                | - | -                    | -                    | -                    |                      |                      |
| 2002-2003  | St. Michael's Majors de Toronto | LHO        | 34  | 8                | 11               | 19               | 108              | 19               | 4 | 10                   | 14                   | 79                   |                      |                      |
| 2003-2004  | Mighty Ducks de Cincinnati      | LAH        | 60  | 2                | 8                | 10               | 163              | 9                | 0 | 2                    | 2                    | 30                   |                      |                      |
| 2004-2005  | Mighty Ducks de Cincinnati      | LAH        | 77  | 5                | 20               | 25               | 319              | 12               | 1 | 3                    | 4                    | 57                   |                      |                      |
| 2005-2006  | Pirates de Portland             | LAH        | 77  | 8                | 33               | 41               | 287              | 19               | 6 | 16                   | 22                   | 81                   |                      |                      |
| 2006-2007  | Ducks d'Anaheim                 | LNH        | 62  | 2                | 12               | 14               | 140              | -                | - | -                    | -                    | -                    |                      |                      |
| 2006-2007  | Lightning de Tampa Bay          | LNH        | 18  | 0                | 2                | 2                | 36               | 6                | 0 | 0                    | 0                    | 12                   |                      |                      |
| 2007-2008  | Lightning de Tampa Bay          | LNH        | 77  | 4                | 17               | 21               | 154              | -                | - | -                    | -                    | -                    |                      |                      |
| 2008-2009  | Lightning de Tampa Bay          | LNH        | 1   | 0                | 0                | 0                | 0                | -                | - | -                    | -                    | -                    |                      |                      |
| 2008-2009  | Canucks de Vancouver            | LNH        | 76  | 0                | 10               | 10               | 196              | 10               | 1 | 1                    | 2                    | 24                   |                      |                      |
| 2009-2010  | Canucks de Vancouver            | LNH        | 65  | 2                | 6                | 8                | 79               | 12               | 1 | 2                    | 3                    | 25                   |                      |                      |
| 2010-2011  | Predators de Nashville          | LNH        | 80  | 2                | 7                | 9                | 83               | 12               | 0 | 0                    | 0                    | 18                   |                      |                      |
| 2011-2012  | Avalanche du Colorado           | LNH        | 76  | 3                | 17               | 20               | 105              | -                | - | -                    | -                    | -                    |                      |                      |
| 2012-2013  | Avalanche du Colorado           | LNH        | 28  | 0                | 4                | 4                | 60               | -                | - | -                    | -                    | -                    |                      |                      |
| 2013-2014  | Flames de Calgary               | LNH        | 45  | 0                | 3                | 3                | 58               | -                | - | -                    | -                    | -                    |                      |                      |
| 2013-2014  | Heat d'Abbotsford               | LAH        | 31  | 3                | 5                | 8                | 58               | 4                | 1 | 0                    | 1                    | 18                   |                      |                      |
| 2014-2015  | Rampage de San Antonio          | LAH        | 51  | 11               | 19               | 30               | 127              | 2                | 0 | 1                    | 1                    | 17                   |                      |                      |
| 2014-2015  | Panthers de la Floride          | LNH        | 9   | 0                | 1                | 1                | 5                | -                | - | -                    | -                    | -                    |                      |                      |
| 2015-2016  | Gulls de San Diego              | LAH        | 57  | 1                | 16               | 17               | 81               | -                | - | -                    | -                    | -                    |                      |                      |
| 2016-2017  | HPK Hämeenlinna                 | Liiga      | 18  | 1                | 3                | 4                | 14               | 7                | 0 | 1                    | 1                    | 4                    |                      |                      |
| 2017-2018  | EHC Linz                        | EBEL       | 34  | 0                | 8                | 8                | 44               | 12               | 2 | 4                    | 6                    | 12                   |                      |                      |
| Totaux LNH | Totaux LNH                      | Totaux LNH | 537 | 13               | 79               | 92               | 916              | 40               | 2 | 3                    | 5                    | 79                   |                      |                      |